# Seznam katastrálních území v okrese Mladá Boleslav
Seznam katastrálních území okresu Mladá Boleslav
V této tabulce je uveden kompletní výčet katastrálních území Okresu Mladá Boleslav, včetně rozlohy a místních částí, které na nich leží.
| Název KÚ                        | Místní části                                                                                     | Obec                         | km2   |
| ------------------------------- | ------------------------------------------------------------------------------------------------ | ---------------------------- | ----- |
| A                               | A                                                                                                | A                            |       |
| Bakov nad Jizerou               | Bakov nad Jizerou, Studénka                                                                      | Bakov nad Jizerou            | 9,17  |
| Bechov                          | Bechov, Svobodín                                                                                 | Dolní Bousov                 | 3,52  |
| Bělá pod Bezdězem               | Bělá pod Bezdězem, Hlínoviště                                                                    | Bělá pod Bezdězem            | 36,97 |
| Bezděčín u Mladé Boleslavi      | Bezděčín                                                                                         | Mladá Boleslav               | 1,75  |
| Bezdědice                       | Bezdědice                                                                                        | Bělá pod Bezdězem            | 4,06  |
| Bezno                           | Bezno                                                                                            | Bezno                        | 9,26  |
| Bílá Hlína                      | Bílá Hlína                                                                                       | Bílá Hlína                   | 8,57  |
| Bítouchov u Mladé Boleslavi     | Bítouchov, Dolánky                                                                               | Bítouchov                    | 4,67  |
| Bojetice                        | Bojetice                                                                                         | Dobrovice                    | 2,38  |
| Boreč                           | Boreč, Žebice                                                                                    | Boreč                        | 6,94  |
| Borovice                        | Borovice                                                                                         | Mukařov                      | 2,04  |
| Boseň                           | Boseň, Zápudov, Zásadka                                                                          | Boseň                        | 6,33  |
| Bradlec                         | Bradlec                                                                                          | Bradlec                      | 2,63  |
| Branžež                         | Branžež, Nová Ves, Zakopaná                                                                      | Branžež                      | 6,7   |
| Bratronice u Luštěnic           | Bratronice                                                                                       | Smilovice                    | 2,9   |
| Brodce nad Jizerou              | Brodce                                                                                           | Brodce                       | 10,98 |
| Březina u Mnichova Hradiště     | Březina, Honsob                                                                                  | Březina                      | 5,62  |
| Březinka pod Bezdězem           | Březinka                                                                                         | Bělá pod Bezdězem            | 9,26  |
| Březno u Mladé Boleslavi        | Březno                                                                                           | Březno                       | 9,36  |
| Březovice pod Bezdězem          | Březovice                                                                                        | Březovice                    | 13,95 |
| Buda                            | Buda                                                                                             | Bakov nad Jizerou            | 3,23  |
| Bukovno                         | Bukovno                                                                                          | Bukovno                      | 10,11 |
| Ctiměřice                       | Ctiměřice                                                                                        | Ctiměřice                    | 1,66  |
| Čachovice                       | Čachovice                                                                                        | Čachovice                    | 1,49  |
| Čejetice u Mladé Boleslavi      | Čejetice, Čejetičky                                                                              | Mladá Boleslav               | 5,6   |
| Čistá u Mladé Boleslavi         | Čistá                                                                                            | Čistá                        | 8,98  |
| Dalešice u Bakova nad Jizerou   | Dalešice                                                                                         | Bítouchov                    | 2,43  |
| Dalovice u Mladé Boleslavi      | Dalovice, U Česany                                                                               | Dalovice                     | 3,88  |
| Debř                            | Debř                                                                                             | Mladá Boleslav               | 1,92  |
| Dlouhá Lhota u Mladé Boleslavi  | Dlouhá Lhota                                                                                     | Dlouhá Lhota                 | 5,94  |
| Dneboh                          | Dneboh                                                                                           | Mnichovo Hradiště            | 3,15  |
| Dobrovice                       | Dobrovice                                                                                        | Dobrovice                    | 5,81  |
| Dobšín                          | Dobšín, Kamenice                                                                                 | Dobšín                       | 3,53  |
| Dolánky                         | Dolánky                                                                                          | Březno                       | 1,74  |
| Dolní Bousov                    | Dolní Bousov                                                                                     | Dolní Bousov                 | 8,81  |
| Dolní Krupá u Mnichova Hradiště | Dolní Krupá                                                                                      | Dolní Krupá                  | 11,2  |
| Dolní Rokytá                    | Dolní Rokytá                                                                                     | Rokytá                       | 5,12  |
| Dolní Slivno                    | Dolní Slivno                                                                                     | Dolní Slivno                 | 8,15  |
| Dolní Stakory                   | Dolní Stakory                                                                                    | Dolní Stakory                | 3,86  |
| Domousnice                      | Domousnice                                                                                       | Domousnice                   | 6,85  |
| Doubravice                      | Doubravice                                                                                       | Katusice                     | 2,59  |
| Doubravička                     | Doubravička                                                                                      | Doubravička                  | 2,53  |
| Drahotice                       | Buda, Drahotice                                                                                  | Chocnějovice                 | 3,05  |
| Dražice                         | Dražice                                                                                          | Benátky nad Jizerou          | 2,95  |
| Holé Vrchy                      | Holé Vrchy                                                                                       | Dobrovice                    | 1,22  |
| Horka u Bakova nad Jizerou      | Horka, Zájezdy                                                                                   | Bakov nad Jizerou            | 3,29  |
| Horky nad Jizerou               | Horky nad Jizerou                                                                                | Horky nad Jizerou            | 4,15  |
| Horní Bousov                    | Horní Bousov, Ošťovice, Střehom                                                                  | Dolní Bousov                 | 6,34  |
| Horní Bukovina                  | Dolní Bukovina, Horní Bukovina                                                                   | Horní Bukovina               | 5,54  |
| Horní Rokytá                    | Horní Rokytá                                                                                     | Rokytá                       | 5,5   |
| Horní Slivno                    | Horní Slivno                                                                                     | Horní Slivno                 | 6,67  |
| Horní Stakory                   | Horní Stakory                                                                                    | Kosmonosy                    | 3,95  |
| Hoškovice                       | Hoškovice                                                                                        | Mnichovo Hradiště            | 4,18  |
| Hrdlořezy u Mladé Boleslavi     | Hrdlořezy                                                                                        | Hrdlořezy                    | 9,69  |
| Hrušov nad Jizerou              | Hrušov                                                                                           | Hrušov                       | 4,97  |
| Hřivno                          | Hřivno                                                                                           | Chotětov                     | 3,74  |
| Husí Lhota                      | Husí Lhota                                                                                       | Husí Lhota                   | 3,32  |
| Charvatce u Jabkenic            | Charvatce                                                                                        | Charvatce                    | 3,54  |
| Chloumek u Mladé Boleslavi      | Chloumek                                                                                         | Dobrovice                    | 2,81  |
| Chocnějovice                    | Buřínsko 1.díl, Chocnějovice                                                                     | Chocnějovice                 | 2,79  |
| Chotětov                        | Chotětov                                                                                         | Chotětov                     | 9,38  |
| Chrást u Mladé Boleslavi        | Chrást                                                                                           | Mladá Boleslav               | 2,11  |
| Chudíř                          | Chudíř                                                                                           | Chudíř                       | 3,12  |
| Chudoplesy                      | Brejlov, Chudoplesy                                                                              | Bakov nad Jizerou            | 3,71  |
| Jabkenice                       | Jabkenice                                                                                        | Jabkenice                    | 11,85 |
| Jemníky u Mladé Boleslavi       | Jemníky                                                                                          | Mladá Boleslav               | 2,07  |
| Jivina                          | Jivina                                                                                           | Jivina                       | 5,06  |
| Jizerní Vtelno                  | Jizerní Vtelno                                                                                   | Jizerní Vtelno               | 6,92  |
| Josefův Důl u Mladé Boleslavi   | Josefův Důl                                                                                      | Josefův Důl                  | 0,66  |
| Katusice                        | Katusice                                                                                         | Katusice                     | 8,25  |
| Kbel                            | Kbel                                                                                             | Benátky nad Jizerou          | 11,46 |
| Klášter Hradiště nad Jizerou    | Klášter Hradiště nad Jizerou                                                                     | Klášter Hradiště nad Jizerou | 4,62  |
| Kluky u Mladé Boleslavi         | Kluky                                                                                            | Kluky                        | 5,53  |
| Kněžmost                        | Býčina, Kněžmost, Žantov                                                                         | Kněžmost                     | 7,87  |
| Kobylnice                       | Kobylnice                                                                                        | Kobylnice                    | 2,1   |
| Kochánky                        | Kochánky                                                                                         | Kochánky                     | 8,77  |
| Kojovice                        | Kojovice                                                                                         | Kropáčova Vrutice            | 4,62  |
| Kolomuty                        | Kolomuty                                                                                         | Kolomuty                     | 2,27  |
| Koprník                         | Koprník                                                                                          | Kněžmost                     | 2,42  |
| Koryta u Mnichova Hradiště      | Koryta                                                                                           | Koryta                       | 1,66  |
| Kosmonosy                       | Kosmonosy                                                                                        | Kosmonosy                    | 7,45  |
| Kosořice                        | Kosořice                                                                                         | Kosořice                     | 6,33  |
| Košátky                         | Košátky                                                                                          | Košátky                      | 5,48  |
| Kováň                           | Kováň                                                                                            | Kováň                        | 1,63  |
| Kovanec                         | Kovanec                                                                                          | Kovanec                      | 3,77  |
| Kozmice u Jiviny                | Kozmice                                                                                          | Strážiště                    | 1,59  |
| Krásná Ves                      | Krásná Ves                                                                                       | Krásná Ves                   | 4,43  |
| Krnsko                          | Krnsko                                                                                           | Krnsko                       | 3,32  |
| Kropáčova Vrutice               | Kropáčova Vrutice                                                                                | Kropáčova Vrutice            | 3,38  |
| Krpy                            | Krpy                                                                                             | Kropáčova Vrutice            | 7,25  |
| Ledce u Mladé Boleslavi         | Ledce                                                                                            | Ledce                        | 8,65  |
| Lhotice u Bosně                 | Dobrá Voda, Lhotice                                                                              | Mnichovo Hradiště            | 5,96  |
| Lhotky u Mladé Boleslavi        | Lhotky, Řehnice                                                                                  | Lhotky                       | 5,43  |
| Libichov                        | Libichov                                                                                         | Dobrovice                    | 3,57  |
| Líny                            | Líny                                                                                             | Bukovno                      | 4,95  |
| Lipník                          | Lipník                                                                                           | Lipník                       | 9,35  |
| Lítkovice u Kněžmostu           | Chlumín, Lítkovice                                                                               | Kněžmost                     | 4,16  |
| Loukov u Mnichova Hradiště      | Loukov                                                                                           | Loukov                       | 5,89  |
| Loukovec                        | Hubálov, Loukovec                                                                                | Loukovec                     | 2,86  |
| Luštěnice                       | Luštěnice, Zelená                                                                                | Luštěnice                    | 11,68 |
| Malá Bělá                       | Klokočka, Malá Bělá, Malý Rečkov, Velký Rečkov                                                   | Bakov nad Jizerou            | 3,14  |
| Malé Všelisy                    | Malé Všelisy                                                                                     | Velké Všelisy                | 3,31  |
| Malobratřice                    | Čížovka, Malobratřice                                                                            | Kněžmost                     | 3,52  |
| Mečeříž                         | Mečeříž                                                                                          | Mečeříž                      | 7,06  |
| Mladá Boleslav                  | Čejetičky, Mladá Boleslav I, Mladá Boleslav II, Mladá Boleslav III, Mladá Boleslav IV, Podchlumí | Mladá Boleslav               | 11,54 |
| Mnichovo Hradiště               | Mnichovo Hradiště                                                                                | Mnichovo Hradiště            | 6,2   |
| Mohelnice nad Jizerou           | Mohelnice nad Jizerou, Podhora                                                                   | Mohelnice nad Jizerou        | 2,67  |
| Mukařov u Jiviny                | Mukařov                                                                                          | Mukařov                      | 5,52  |
| Mužský                          | Mužský                                                                                           | Boseň                        | 3,6   |
| Násedlnice                      | Násedlnice                                                                                       | Kněžmost                     | 4,14  |
| Němčice u Luštěnic              | Němčice                                                                                          | Němčice                      | 2,92  |
| Nemyslovice                     | Nemyslovice                                                                                      | Nemyslovice                  | 5,03  |
| Nepřevázka                      | Nepřevázka                                                                                       | Nepřevázka                   | 6,04  |
| Neveklovice                     | Neveklovice                                                                                      | Neveklovice                  | 3,51  |
| Niměřice                        | Dolní Cetno, Horní Cetno, Niměřice                                                               | Niměřice                     | 4,25  |
| Nová Telib                      | Kladěruby, Nová Telib                                                                            | Nová Telib                   | 3,37  |
| Nová Ves u Bakova nad Jizerou   | Nová Ves u Bakova                                                                                | Nová Ves u Bakova            | 3,67  |
| Nové Benátky                    | Benátky nad Jizerou I                                                                            | Benátky nad Jizerou          | 4,23  |
| Obodř                           | Benátky nad Jizerou III                                                                          | Benátky nad Jizerou          | 3,45  |
| Obrubce                         | Obora, Obrubce                                                                                   | Obrubce                      | 7,65  |
| Obruby                          | Obruby                                                                                           | Obruby                       | 4,48  |
| Olšina                          | Olšina                                                                                           | Mnichovo Hradiště            | 1,01  |
| Otradovice                      | Otradovice                                                                                       | Skorkov                      | 11,61 |
| Pěčice                          | Pěčice                                                                                           | Pěčice                       | 8,77  |
| Pětikozly                       | Pětikozly                                                                                        | Pětikozly                    | 3,05  |
| Petkovy                         | Čížovky, Petkovy                                                                                 | Petkovy                      | 5,6   |
| Písková Lhota                   | Písková Lhota, Zámostí                                                                           | Písková Lhota                | 4,68  |
| Plazy                           | Plazy, Valy                                                                                      | Plazy                        | 3,33  |
| Plužná                          | Plužná                                                                                           | Plužná                       | 5,54  |
| Podlázky                        | Michalovice, Podlázky                                                                            | Mladá Boleslav               | 3,9   |
| Podolí u Mnichova Hradiště      | Hradec, Kruhy, Podolí                                                                            | Mnichovo Hradiště            | 5,05  |
| Prodašice                       | Prodašice                                                                                        | Prodašice                    | 2,27  |
| Předměřice nad Jizerou          | Kačov, Předměřice nad Jizerou                                                                    | Předměřice nad Jizerou       | 9,16  |
| Přepeře                         | Přepeře                                                                                          | Přepeře                      | 3,19  |
| Ptýrov                          | Čihátka, Maníkovice, Ptýrov, Ptýrovec                                                            | Ptýrov                       | 4,91  |
| Rabakov                         | Rabakov                                                                                          | Rabakov                      | 2,08  |
| Rejšice                         | Rejšice                                                                                          | Smilovice                    | 5,22  |
| Rohatsko                        | Rohatsko                                                                                         | Rohatsko                     | 1,92  |
| Rokytovec                       | Malé Horky, Rokytovec                                                                            | Rokytovec                    | 5,35  |
| Rostkov                         | Buřínsko 2.díl, Ouč, Rostkov                                                                     | Chocnějovice                 | 4,33  |
| Řehnice                         | Řehnice                                                                                          | Krnsko                       | 2,31  |
| Řepov                           | Řepov                                                                                            | Řepov                        | 2,37  |
| Řitonice                        | Řitonice                                                                                         | Řitonice                     | 1,66  |
| Sedlec u Benátek nad Jizerou    | Sedlec                                                                                           | Sedlec                       | 5,01  |
| Semčice                         | Semčice                                                                                          | Semčice                      | 3,96  |
| Sezemice                        | Jirsko 1.díl, Sezemice                                                                           | Sezemice                     | 4,4   |
| Skalsko                         | Skalsko                                                                                          | Skalsko                      | 4,97  |
| Skorkov                         | Podbrahy, Skorkov                                                                                | Skorkov                      | 5,01  |
| Skyšice                         | Skyšice                                                                                          | Domousnice                   | 2,46  |
| Slivínko                        | Slivínko                                                                                         | Dolní Slivno                 | 3,25  |
| Smilovice u Luštěnic            | Smilovice                                                                                        | Smilovice                    | 2,58  |
| Sojovice                        | Sojovice                                                                                         | Sojovice                     | 7,56  |
| Solec                           | Solec, Soleček                                                                                   | Kněžmost                     | 3,21  |
| Sovenice u Mnichova Hradiště    | Sovenice                                                                                         | Chocnějovice                 | 3,16  |
| Sovínky                         | Sovínky                                                                                          | Sovínky                      | 4,35  |
| Spikaly                         | Spikaly                                                                                          | Katusice                     | 1,31  |
| Srbsko                          | Srbsko                                                                                           | Kněžmost                     | 7,6   |
| Staré Benátky                   | Benátky nad Jizerou II                                                                           | Benátky nad Jizerou          | 13,39 |
| Strašnov                        | Strašnov                                                                                         | Strašnov                     | 5,06  |
| Strážiště u Jiviny              | Strážiště                                                                                        | Strážiště                    | 3,21  |
| Strenice                        | Strenice                                                                                         | Strenice                     | 4,24  |
| Struhy                          | Struhy                                                                                           | Čachovice                    | 8,4   |
| Střížovice                      | Střížovice                                                                                       | Kropáčova Vrutice            | 1,6   |
| Sudoměř                         | Sudoměř, Valovice                                                                                | Katusice, Sudoměř            | 7,08  |
| Suhrovice                       | Čížovka, Drhleny, Suhrovice                                                                      | Kněžmost                     | 4,25  |
| Sukorady u Mladé Boleslavi      | Martinovice, Sukorady                                                                            | Sukorady                     | 5,43  |
| Sušno                           | Sušno                                                                                            | Kropáčova Vrutice            | 7,24  |
| Sýčina                          | Sýčina                                                                                           | Dobrovice                    | 2,96  |
| Sychrov nad Jizerou             | Hněvousice, Sychrov                                                                              | Mnichovo Hradiště            | 3,89  |
| Trnová u Katusic                | Trnová                                                                                           | Katusice                     | 3,05  |
| Tuřice                          | Sobětuchy, Tuřice                                                                                | Tuřice                       | 4,84  |
| Týnec u Dobrovice               | Týnec                                                                                            | Dobrovice                    | 1,8   |
| Úhelnice                        | Úhelnice                                                                                         | Kněžmost                     | 3,29  |
| Úherce                          | Úherce                                                                                           | Dobrovice                    | 4,08  |
| Újezd u Luštěnic                | Újezd                                                                                            | Smilovice                    | 2,2   |
| Újezdec u Luštěnic              | Újezdec                                                                                          | Smilovice                    | 2,03  |
| Ujkovice                        | Ujkovice                                                                                         | Ujkovice                     | 6,55  |
| Velké Všelisy                   | Krušiny, Velké Všelisy                                                                           | Velké Všelisy                | 6,13  |
| Veselá u Mnichova Hradiště      | Veselá                                                                                           | Mnichovo Hradiště            | 4,88  |
| Veselice                        | Veselice                                                                                         | Veselice                     | 2,9   |
| Vicmanov                        | Vicmanov                                                                                         | Mukařov                      | 3,45  |
| Vinařice u Dobrovice            | Vinařice                                                                                         | Vinařice                     | 4,49  |
| Vinec                           | Vinec                                                                                            | Vinec                        | 4,42  |
| Víska u Březovic                | Víska                                                                                            | Březovice                    | 2,38  |
| Vlčí Pole                       | Vlčí Pole                                                                                        | Dolní Bousov                 | 5,63  |
| Vlkava                          | Bor, Vlkava                                                                                      | Vlkava                       | 7,74  |
| Voděrady u Luštěnic             | Voděrady                                                                                         | Luštěnice                    | 3,1   |
| Vrátno                          | Vrátno                                                                                           | Vrátno                       | 5,92  |
| Vrchbělá                        | Vrchbělá                                                                                         | Bělá pod Bezdězem            | 12,92 |
| Všejany                         | Vanovice, Všejany                                                                                | Všejany                      | 9,4   |
| Zamachy                         | Zamachy                                                                                          | Velké Všelisy                | 5,05  |
| Zdětín u Benátek nad Jizerou    | Zdětín                                                                                           | Zdětín                       | 7,91  |
| Zvířetice                       | Podhradí, Zvířetice                                                                              | Bakov nad Jizerou            | 4,47  |
| Žďár u Mnichova Hradiště        | Břehy, Doubrava, Příhrazy, Žďár                                                                  | Žďár                         | 8,98  |
| Žehrov                          | Skokovy, Žehrov                                                                                  | Žďár                         | 5,82  |
| Žerčice                         | Žerčice                                                                                          | Žerčice                      | 7,78  |
| Židněves                        | Židněves                                                                                         | Židněves                     | 4,5   |

Celková výměra 1022,82 km2